# UN-Sonderberichterstatter zur Förderung der Wahrheit, Gerechtigkeit, Rehabilitierung und Garantie der Nichtwiederholung
Die Stelle des Sonderberichterstatters zur Förderung der Gerechtigkeit bei schweren Verletzungen der Menschenrechte (engl.: Special Rapporteur on the promotion of justice and guarantees of non-recurrence) wurde geschaffen, um bei schweren Verletzungen der Menschenrechte und schwerwiegende Verstöße gegen das humanitäre Völkerrecht, Gerechtigkeit zu gewährleisten, Abhilfemaßnahmen zu schaffen und zur Wiederherstellung des Vertrauens in die Institutionen des Staates, die Rechtsstaatlichkeit im Einklang mit dem internationalen Menschenrecht zu fördern.

## Das UN-Mandat
Der UN-Menschenrechtsrat schuf diese Stelle am 13. Oktober 2011 mittels einer Resolution, in welcher auch der Auftrag definiert wurde. Dieses UN-Mandat ist auf drei Jahre befristet und wird regelmäßig verlängert. Die letzte Verlängerung des Mandates erfolgte am 5. Oktober 2017.
Der Sonderberichterstatter ist kein Mitarbeiter der Vereinten Nationen, sondern wird von der UN mit einem Mandat beauftragt und dazu erließ der UN-Menschenrechtsrat einen Verhaltenskodex. Der unabhängige Status des Mandatsträgers ist für die unparteiische Wahrnehmung seiner Aufgaben entscheidend. Die Amtszeit eines Mandats ist auf maximal sechs Jahre begrenzt.
Er erstellt thematische Studien und erarbeitet Leitlinien zur Verbesserung der Menschenrechte. Der Sonderbeauftragte macht auf Einladung von Staaten Länderbesuche und kann in beratender Funktion Empfehlungen abgeben. Er prüft Mitteilungen und unterbreitet den Staaten Vorschläge, wie sie allfällige Missstände beheben können. Er macht auch Anschlussverfahren in welchen er die Umsetzung der Empfehlungen prüft. Dazu erstellt er Jahresberichte zuhanden des UN-Menschenrechtsrat.

## Amtsinhaber
- 2011–2017 Pablo De Greiff – Kolumbien
- 2018–2024 Fabián Salvioli – Argentinien
- seit 2024 Bernard Duhaime – Kanada

## Websites
- Website des Sonderberichterstatters (englisch)